# Jamaica az 1988. évi nyári olimpiai játékokon
Jamaica a dél-koreai Szöulban megrendezett 1988. évi nyári olimpiai játékok egyik részt vevő nemzete volt. Az országot az olimpián 5 sportágban 35 sportoló képviselte, akik összesen 2 érmet szereztek.

## Érmesek
| Érem  | Versenyző                                                                           | Sportág  | Versenyszám           |
| ----- | ----------------------------------------------------------------------------------- | -------- | --------------------- |
| Ezüst | Howard Davis Devon Morris Winthrop Graham Bert Cameron Howard Burnett Trevor Graham | Atlétika | Férfi 4 × 400 m váltó |
| Ezüst | Grace Jackson-Small                                                                 | Atlétika | Női 200 m             |

## Asztalitenisz
Férfi
| Versenyző      | Versenyszám | Csoportkör | Csoportkör | Nyolcaddöntő      | Negyeddöntő       | Elődöntő          | Döntő             | Helyezés |
| Versenyző      | Versenyszám | Ellenfél Eredmény | Hely.      | Ellenfél Eredmény | Ellenfél Eredmény | Ellenfél Eredmény | Ellenfél Eredmény | Helyezés |
| -------------- | ----------- | --- | ---------- | ----------------- | ----------------- | ----------------- | ----------------- | -------- |
| Garfield Jones | Egyes       | H csoport · Ilija Lupulesku (YUG) · 0:3 · Andrej Mazunov (URS) · 0:3 · Ono Szeidzsi (JPN) · 0:3 · Massimo Costantini (ITA) · 2:3 · Marcos Núñez (CHI) · 1:3 · Kim Van (Kim Wan) (KOR) · 0:3 | 8.         | kiesett           | kiesett           | kiesett           | kiesett           | 57.      |

## Atlétika
Férfi
| Versenyző                                                                           | Versenyszám     | Előfutam | Előfutam | Előfutam | Negyeddöntő | Negyeddöntő | Negyeddöntő | Elődöntő | Elődöntő | Elődöntő | Döntő   | Döntő    |
| Versenyző                                                                           | Versenyszám     | Idő      | Hely.    | Össz.    | Idő         | Hely.       | Össz.       | Idő      | Hely.    | Össz.    | Idő     | Helyezés |
| ----------------------------------------------------------------------------------- | --------------- | -------- | -------- | -------- | ----------- | ----------- | ----------- | -------- | -------- | -------- | ------- | -------- |
| Ray Stewart                                                                         | 100 m           | 10,22    | 1.       | 3.       | 10,25       | 1.          | 8.*         | 10,18    | 3.       | 4.       | 12,26   | 7.       |
| John Mair                                                                           | 100 m           | 10,44    | 4.       | 20.**    | 10,41       | 3.          | 24.*        | kiesett  | kiesett  | kiesett  | kiesett | kiesett  |
| Andrew Smith                                                                        | 100 m           | 10,49    | 3.       | 29.      | 10,63       | 7.          | 42.         | kiesett  | kiesett  | kiesett  | kiesett | kiesett  |
| Clive Wright                                                                        | 200 m           | 20,94    | 2.       | 15.      | 20,87       | 5.          | 19.         | kiesett  | kiesett  | kiesett  | kiesett | kiesett  |
| Bert Cameron                                                                        | 400 m           | 46,24    | 1.       | 17.      | 45,16       | 4.          | 11.         | 44,50    | 4.       | 5.       | 44,94   | 6.       |
| Howard Davis                                                                        | 400 m           | 45,97    | 2.       | 10.      | 45,40       | 4.          | 18.         | 45,48    | 6.       | 13.      | kiesett | kiesett  |
| Devon Morris                                                                        | 400 m           | 45,95    | 2.       | 9.       | 45,30       | 4.          | 14.         | 45,68    | 7.       | 14.      | kiesett | kiesett  |
| Derrick Adamson                                                                     | Maraton         |          |          |          |             |             |             |          |          |          | 2:47:57 | 84.      |
| Richard Bucknor                                                                     | 110 m gát       | 13,89    | 3.       | 12.*     | 13,91       | 3.          | 16.         | 13,98    | 8.       | 15.      | kiesett | kiesett  |
| Andrew Parker                                                                       | 110 m gát       | 14,00    | 3.       | 18.*     | 14,05       | 6.          | 21.         | kiesett  | kiesett  | kiesett  | kiesett | kiesett  |
| Winthrop Graham                                                                     | 400 m gát       | 49,40    | 2.       | 4.       |             |             |             | 48,37    | 2.       | 3.       | 48,04   | 5.       |
| Chris Faulknor Greg Meghoo Clive Wright John Mair                                   | 4 × 100 m váltó | 39,53    | 2.       | 10.      |             |             |             | 38,75    | 3.       | 5.*      | 38,47   | 4.       |
| Howard Davis Devon Morris Winthrop Graham Bert Cameron Howard Burnett Trevor Graham | 4 × 400 m váltó | 3:04,00  | 1.       | 3.       |             |             |             | 3:00,94  | 3.       | 3.       | 3:00,30 |          |

Női
| Versenyző                                                                                    | Versenyszám     | Előfutam | Előfutam | Előfutam | Negyeddöntő | Negyeddöntő | Negyeddöntő | Elődöntő     | Elődöntő     | Elődöntő     | Döntő   | Döntő    |
| Versenyző                                                                                    | Versenyszám     | Idő      | Hely.    | Össz.    | Idő         | Hely.       | Össz.       | Idő          | Hely.        | Össz.        | Idő     | Helyezés |
| -------------------------------------------------------------------------------------------- | --------------- | -------- | -------- | -------- | ----------- | ----------- | ----------- | ------------ | ------------ | ------------ | ------- | -------- |
| Grace Jackson-Small                                                                          | 200 m           | 22,66    | 1.       | 2.       | 22,24       | 1.          | 2.          | 22,13        | 1.           | 3.           | 21,72   |          |
| Grace Jackson-Small                                                                          | 100 m           | 11,18    | 2.       | 9.       | 11,13       | 3.          | 13.         | 11,06        | 4.           | 7.           | 10,97   | 4.       |
| Juliet Cuthbert                                                                              | 100 m           | 11,14    | 1.       | 7.       | 11,03       | 2.          | 8.*         | 11,10        | 4.           | 8.           | 11,26   | 7.       |
| Merlene Ottey                                                                                | 100 m           | 11,03    | 1.       | 2.       | 11,03       | 2.          | 8.*         | visszalépett | visszalépett | visszalépett | kiesett | kiesett  |
| Merlene Ottey                                                                                | 200 m           | 23,06    | 1.       | 10.      | 22,30       | 2.          | 4.          | 22,07        | 2.           | 2.           | 21,99   | 4.       |
| Cathy Rattray-Williams                                                                       | 400 m           | 52,39    | 3.       | 10.      | 51,81       | 4.          | 13.         | 50,82        | 6.           | 13.          | kiesett | kiesett  |
| Sandie Richards                                                                              | 400 m           | 52,19    | 3.       | 6.       | 52,90       | 5.          | 22.         | kiesett      | kiesett      | kiesett      | kiesett | kiesett  |
| Sharon Powell                                                                                | 800 m           | 2:03,49  | 4.       | 20.      | kiesett     | kiesett     | kiesett     | kiesett      | kiesett      | kiesett      | kiesett | kiesett  |
| Juliet Cuthbert Grace Jackson-Small Merlene Ottey Ethlyn Tate Laurel Johnson Vivienne Spence | 4 × 100 m váltó | 43,50    | 2.       | 6.       |             |             |             | 43,30        | 3.           | 6.           | kiesett | kiesett  |
| Sandie Richards Andrea Thomas Cathy Rattray-Williams Sharon Powell Marcia Tate               | 4 × 400 m váltó | 3:26,83  | 2.       | 2.       |             |             |             |              |              |              | 3:23,13 | 5.       |

* - egy másik versenyzővel azonos eredményt ért el

** - két másik versenyzővel azonos eredményt ért el

## Kerékpározás

### Országúti kerékpározás
Férfi
| Versenyző      | Versenyszám   | Idő              | Helyezés |
| -------------- | ------------- | ---------------- | -------- |
| Raymond Thomas | Mezőnyverseny | 4:43:15 (+10:53) | 97.      |
| Arthur Tenn    | Mezőnyverseny | 4:48:06 (+15:44) | 107.     |

### Pálya-kerékpározás
Pontverseny
| Név            | Versenyszám | Selejtező | Selejtező  | Selejtező | Döntő | Döntő      | Döntő    |
| Név            | Versenyszám | Pont      | Körhátrány | Hely.     | Pont  | Körhátrány | Helyezés |
| -------------- | ----------- | --------- | ---------- | --------- | ----- | ---------- | -------- |
| Peter Aldridge | Férfi       | 15        | -1         | 9.        | 4     | -3         | 22.      |

## Ökölvívás
| Versenyző        | Versenyszám   | Selejtező         | 32-es főtábla                  | Nyolcaddöntő                 | Negyeddöntő       | Elődöntő          | Döntő             | Helyezés |
| Versenyző        | Versenyszám   | Ellenfél Eredmény | Ellenfél Eredmény              | Ellenfél Eredmény            | Ellenfél Eredmény | Ellenfél Eredmény | Ellenfél Eredmény | Helyezés |
| ---------------- | ------------- | ----------------- | ------------------------------ | ---------------------------- | ----------------- | ----------------- | ----------------- | -------- |
| Mark Kennedy     | Könnyűsúly    | erőnyerő          | Terepai Maea (COK) · RSC       | Emil Csuprenszki (BUL) · 0:5 | kiesett           | kiesett           | kiesett           | 9.       |
| Richard Hamilton | Váltósúly     | erőnyerő          | Khaidavyn Gantulga (MGL) · RSC | kiesett                      | kiesett           | kiesett           | kiesett           | 17.      |
| Gary Smikle      | Nagyváltósúly | erőnyerő          | Jevgenyij Zajcev (URS) · 0:5   | kiesett                      | kiesett           | kiesett           | kiesett           | 17.      |
| Terry Dixon      | Félnehézsúly  |                   | Niels Madsen (DEN) · RSC       | kiesett                      | kiesett           | kiesett           | kiesett           | 17.      |

RSC – a mérkőzésvezető megállította a mérkőzést

## Súlyemelés
| Versenyző    | Versenyszám | Szakítás | Szakítás | Lökés    | Lökés    | Összesen | Helyezés |
| Versenyző    | Versenyszám | Eredmény | Helyezés | Eredmény | Helyezés | Összesen | Helyezés |
| ------------ | ----------- | -------- | -------- | -------- | -------- | -------- | -------- |
| Calvin Stamp | +110 kg     | 150,0    | 12.      | 195,0    | 9.       | 345,0    | 11.      |